# Außenwirkung
Außenwirkung liegt im Verwaltungsrecht vor, wenn die Rechtswirksamkeit von Handlungsformen der Verwaltung den Rechtskreis eines außerhalb der öffentlichen Verwaltung stehenden Rechtssubjekts berührt. Gegensatz ist die Innenwirkung.

## Allgemeines
Außenwirkung wird nur von sichtbarer Verwaltungsleistung erzeugt. Diese liegt vor, wenn die Verwaltung Zahlungen leistet, Warnungen, Sanktionen, Verbote oder Genehmigungen ausspricht oder Rechtsnormen setzt. Diese Verwaltungsleistungen erbringt sie gegenüber Rechtssubjekten, also natürlichen Personen (Bürger), Personenvereinigungen oder juristischen Personen. Sie sind die Normadressaten von Verwaltungsakten, der häufigsten Handlungsform der Verwaltung. Die normative Regelung von Verwaltungsakten ist final und primär darauf gerichtet, Rechtssubjekte und Gerichte zu binden.

## Arten
Man unterscheidet zwischen unmittelbarer und mittelbarer Außenwirkung. Unmittelbare Außenwirkung ergibt sich aus dem Entscheidungssatz eines Verwaltungsaktes. Sie ist auf „unmittelbare Rechtswirkung nach außen“ gerichtet (§ 35 Satz 1 VwVfG). Ist der Bürger von einer Regelung getroffen, ohne jedoch Normadressat zu sein, liegt eine mittelbare Außenwirkung vor. Durch Entscheidungen der Verwaltung werden die Bürger an – für sie nicht unmittelbar – geltende Verwaltungsvorschriften gebunden. Reine Innenwirkung erzeugen Geschäftsordnungen, Arbeits- und Dienstanweisungen, denn sie binden nur die von ihnen betroffenen Arbeitnehmer. Verwaltungsvorschriften vermögen „über die ihnen zunächst nur innewohnende interne Bindung der durch sie angewiesenen nachgeordneten Behörden hinaus im Wege der so genannten Selbstbindung der Verwaltung auch eine anspruchsbegründende Außenwirkung im Verhältnis der Verwaltung zum Bürger zu begründen“. Es handelt sich hierbei um eine mittelbare Außenwirkung, denn die Verwaltung erlässt Verwaltungsakte zwar aufgrund behördeninterner Dienstanweisungen und nur für die Behörde geltender Verwaltungsvorschriften, doch erzeugt der hierauf beruhende Verwaltungsakt unmittelbare Außenwirkung.

## Folgen
Außenwirkung ist erforderlich, damit der Bürger oder ein betroffener Dritter gegen eine rechtliche Maßnahme einer Behörde Rechtsschutzmöglichkeiten wahrnehmen kann. So kann ein Bürger beispielsweise nicht juristisch gegen einen Flächennutzungsplan vorgehen, weil dieser keine Außenwirkung entfaltet. Ähnliches gilt zwar für Verwaltungsvorschriften, wobei aber durch den Grundsatz der Selbstbindung der Verwaltung in Verbindung mit dem Gleichbehandlungsgrundsatz doch ein Anspruch zumindest auf Gleichbehandlung mit anderen Bürgern entstehen kann.
Ist der Adressat des Verwaltungsaktes Beamter, Soldat oder Richter, so ist bei der Prüfung, ob die Maßnahme Außenwirkung entfaltet, zwischen Grundverhältnis und Betriebsverhältnis zu unterscheiden. Ist der Verwaltungsangehörige im Grundverhältnis betroffen, liegt Außenwirkung vor; wenn er im Betriebsverhältnis betroffen ist, nicht. Das Grundverhältnis betreffend bedeutet, dass der Adressat als Träger persönlicher Rechte und Pflichten angesprochen wird (z. B. bei der Ernennung). Das Betriebsverhältnis betreffend bedeutet, dass der Adressat als Teil der verwaltungsinternen Organisationsstruktur angesprochen wird (z. B. bei der Umsetzung).